# Propeleda
Propeleda is een geslacht van tweekleppigen uit de  familie van de Nuculanidae.

## Soorten
De volgende soorten zijn bij het geslacht ingedeeld:
- Propeleda carpenteri (Dall, 1881)
- Propeleda conceptionis (Dall, 1896)
- Propeleda ensicula (Angas, 1877)
- Propeleda extenuata (Dall, 1897)
- Propeleda fortiana (Esteves, 1984)
- Propeleda longicaudata (Thiele, 1912)
- Propeleda louiseae (A. H. Clarke, 1961)
- Propeleda paucistriata Allen & Sanders, 1996
- Propeleda platessa (Dall, 1890)
- Propeleda rhytida (Dall, 1908)
- † Propeleda trulliformis Marwick, 1931

### Synoniemen
- Propeleda (Propeleda) ensicula (Angas, 1877) => Propeleda ensicula (Angas, 1877)
- Propeleda (Propeleda) extenuata (Dall, 1897) => Propeleda extenuata (Dall, 1897)
- Propeleda (Propeleda) fortiana (Esteves, 1984) => Propeleda fortiana (Esteves, 1984)
- Propeleda (Propeleda) longicaudata (Thiele, 1912) => Propeleda longicaudata (Thiele, 1912)
- Propeleda (Propeleda) louiseae (A. H. Clarke, 1961) => Propeleda louiseae (A. H. Clarke, 1961)
- Propeleda (Propeleda) paucistriata Allen & Sanders, 1996 => Propeleda paucistriata Allen & Sanders, 1996
- Propeleda (Propeleda) platessa (Dall, 1890) => Propeleda platessa (Dall, 1890)